# FIFA-Weltfußballer des Jahres 2003

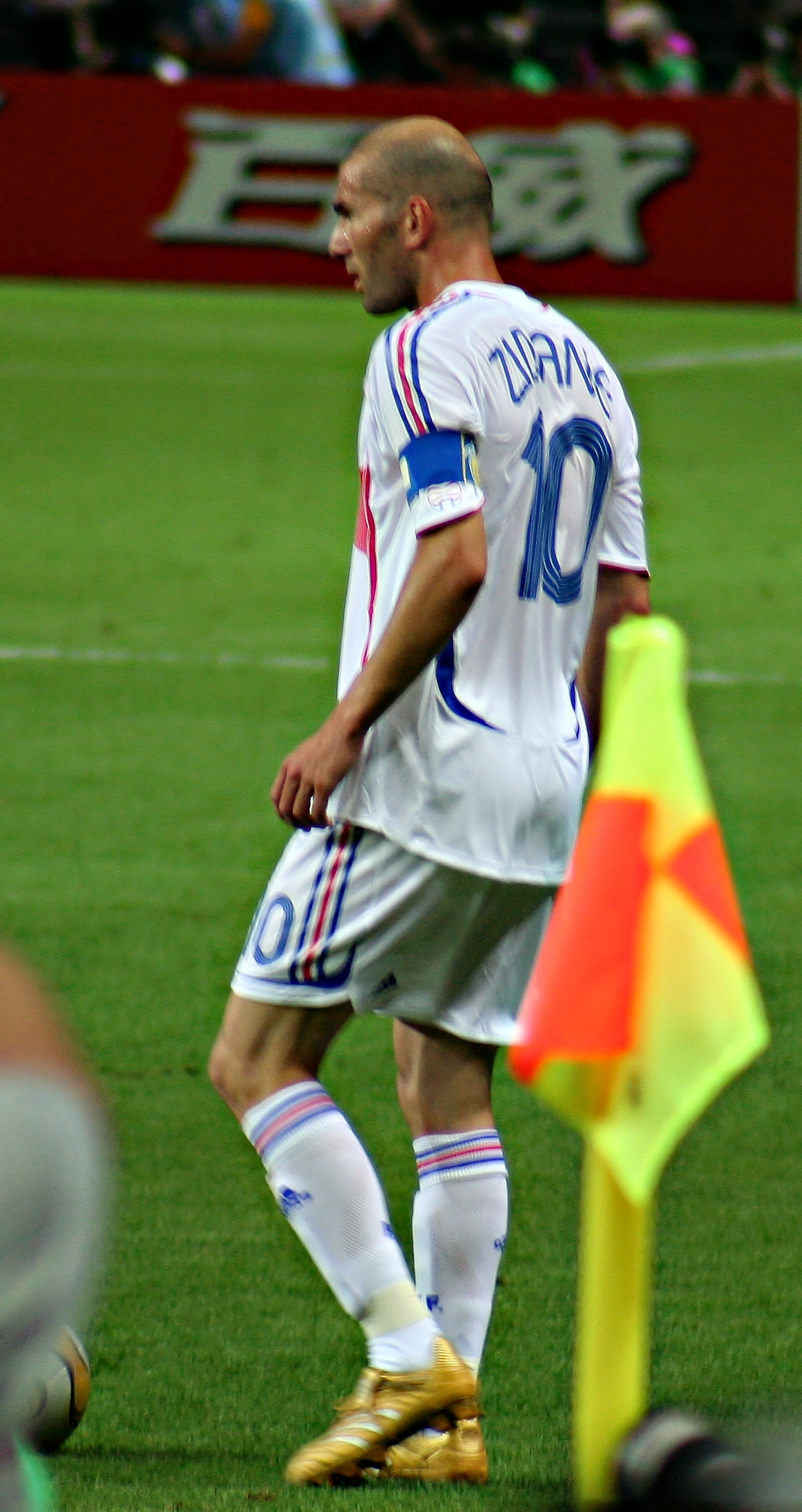
FIFA-Weltfußballer des Jahres 2003:
Zinédine Zidane

Der FIFA-Weltfußballer des Jahres 2003 (damals noch FIFA World Player) wurde am 15. Dezember 2003 in Basel gekürt. Es war die 13. Vergabe der 1991 vom Fußballweltverband FIFA eingeführten Auszeichnung „FIFA-Weltfußballer des Jahres“. Gewinner der Auszeichnung war zum dritten Mal der Franzose Zinédine Zidane.

## Abstimmungsmodus
Der Gewinner wurde durch eine Abstimmung unter 142 Nationaltrainern der Welt ermittelt. Diese nannten jeweils die drei ihrer Meinung nach besten Fußballer, wobei keiner der drei aus ihrem eigenen Land stammen durfte. Eine Nennung an Platz eins brachte fünf Punkte, ein zweiter Platz drei Punkte, der dritte Platz einen Punkt. Danach wurden die Punkte addiert.

## Ergebnis
- Platzierung: die Platzierung, die ein Spieler erzielt hat.
- Name: Name des ausgezeichneten Spielers.
- Nationalität: Nationalität des ausgezeichneten Spielers.
- Verein: Verein, für den der Spieler in dem Kalenderjahr aktiv war. Wenn ein Spieler den Verein gewechselt hat, wird der abgebende Verein an erster Position genannt.
- Stimmen: die insgesamt erhaltenen Stimmen aller Länder.

| Platzierung | Name                 | Nationalität                              | Verein                                      | Stimmen |
| ----------- | -------------------- | ----------------------------------------- | ------------------------------------------- | ------- |
| 1.          | Zinédine Zidane      | Frankreich                                | Real Madrid                                 | 264     |
| 2.          | Thierry Henry        | Frankreich                                | FC Arsenal                                  | 186     |
| 3.          | Ronaldo              | Brasilien                                 | Real Madrid                                 | 176     |
| 4.          | Pavel Nedvěd         | Tschechien                                | Juventus Turin                              | 158     |
| 5.          | Roberto Carlos       | Brasilien                                 | Real Madrid                                 | 105     |
| 6.          | Ruud van Nistelrooy  | Niederlande                               | Manchester United                           | 86      |
| 7.          | David Beckham        | England                                   | Manchester United / Real Madrid             | 74      |
| 8.          | Raúl                 | Spanien                                   | Real Madrid                                 | 39      |
| 9.          | Paolo Maldini        | Italien                                   | AC Mailand                                  | 37      |
| 10.         | Andrij Schewtschenko | Ukraine                                   | AC Mailand                                  | 26      |
| 11.         | Luís Figo            | Portugal                                  | Real Madrid                                 | 17      |
| 12.         | Michael Ballack      | Deutschland                               | FC Bayern München                           | 15      |
| 13.         | Oliver Kahn          | Deutschland                               | FC Bayern München                           | 13      |
| 14.         | Pablo Aimar          | Argentinien                               | FC Valencia                                 | 9       |
| 15.         | Gianluigi Buffon     | Italien                                   | Juventus Turin                              | 8       |
| 16.         | Filippo Inzaghi      | Italien                                   | AC Mailand                                  | 6       |
| 16.         | Michael Owen         | England                                   | FC Liverpool                                | 6       |
| 18.         | Fernando Morientes   | Spanien                                   | Real Madrid / AS Monaco                     | 5       |
| 18.         | Alessandro Nesta     | Italien                                   | AC Mailand                                  | 5       |
| 20.         | Cafu                 | Brasilien                                 | AS Rom / AC Mailand                         | 3       |
| 20.         | Fabio Cannavaro      | Italien                                   | Inter Mailand                               | 3       |
| 20.         | Paul Freier          | Deutschland                               | VfL Bochum                                  | 3       |
| 20.         | Henrik Larsson       | Schweden / Kap Verde                      | Celtic Glasgow                              | 3       |
| 20.         | Robert Pires         | Frankreich                                | FC Arsenal                                  | 3       |
| 20.         | Dado Pršo            | Kroatien                                  | AS Monaco                                   | 3       |
| 20.         | Rivaldo              | Brasilien                                 | AC Mailand / Cruzeiro Belo Horizonte        | 3       |
| 20.         | Ronaldinho           | Brasilien                                 | Paris Saint-Germain / FC Barcelona          | 3       |
| 28.         | Samuel Eto’o         | Kamerun                                   | RCD Mallorca                                | 2       |
| 28.         | Paul Scholes         | England                                   | Manchester United                           | 2       |
| 30.         | Alex                 | Brasilien                                 | Cruzeiro Belo Horizonte                     | 1       |
| 30.         | Iker Casillas        | Spanien                                   | Real Madrid                                 | 1       |
| 30.         | Alessandro Del Piero | Italien                                   | Juventus Turin                              | 1       |
| 30.         | Marcel Desailly      | Frankreich / Ghana                        | FC Chelsea                                  | 1       |
| 30.         | Dida                 | Brasilien                                 | AC Mailand                                  | 1       |
| 30.         | Brad Friedel         | Vereinigte Staaten                        | Blackburn Rovers                            | 1       |
| 30.         | Gennaro Gattuso      | Italien                                   | AC Mailand                                  | 1       |
| 30.         | Ahmed Hassan         | Ägypten                                   | Gençlerbirliği Ankara / Fenerbahçe Istanbul | 1       |
| 30.         | Roy Makaay           | Niederlande                               | Deportivo La Coruña / FC Bayern München     | 1       |
| 30.         | Claude Makélélé      | Frankreich / Demokratische Republik Kongo | Real Madrid / FC Chelsea                    | 1       |
| 30.         | Rafael Márquez       | Mexiko                                    | AS Monaco / FC Barcelona                    | 1       |
| 30.         | Esala Masi           | Fidschi                                   | Newcastle United Jets                       | 1       |
| 30.         | Javier Saviola       | Argentinien                               | FC Barcelona                                | 1       |
| 30.         | Daiki Takamatsu      | Japan                                     | Ōita Trinita                                | 1       |
| 30.         | Rafael van der Vaart | Niederlande                               | Ajax Amsterdam                              | 1       |